# Wesmaelius malladai
Wesmaelius malladai is een insect uit de familie van de bruine gaasvliegen (Hemerobiidae), die tot de orde netvleugeligen (Neuroptera) behoort. 
Wesmaelius malladai is voor het eerst wetenschappelijk beschreven door Navás in 1925.